# Okręgowe rozgrywki w piłce nożnej woj. białostockiego (1929)

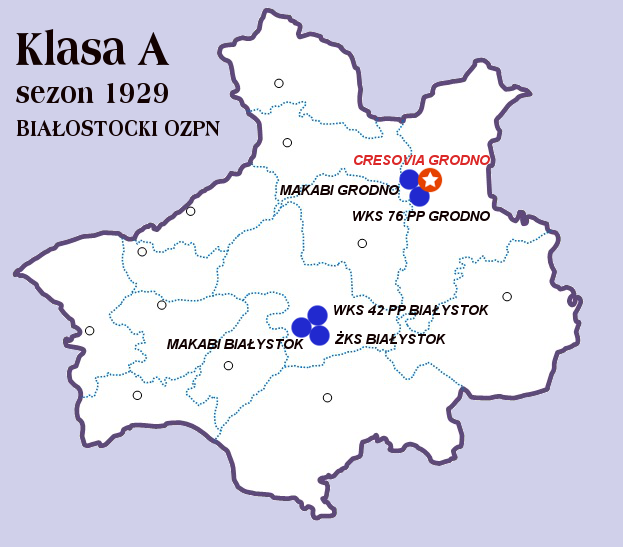
Klasa A Białystok 1929

1. Edycja okręgowych rozgrywek w piłce nożnej województwa białostockiego

Dnia 24 marca 1929 roku uchwałą władz PZPN utworzono Białostocki Okręgowy Związek Piłki nożnej. Fakt pojawienia się nowych drużyn (w 1929r. 23 zespoły i 46 drużyn) i rosnące zainteresowanie piłką nożną wpłynęło na podjęcie decyzji o samodzielnych rozgrywkach w województwie. Znamiennym jest fakt, że główna siedziba BOZPN-u znajdowała się w Grodnie, które posiadało silniejsze drużyny i w przyszłości zdominowało rozgrywki mistrzostwa BOZPN.
 Planowany podział ligi 

Jak donosiły ówczesne gazety,   zarząd nowo powstałego OZPN-u zaplanował podział rozgrywek na 3 stopnie - klasę A, B i C.
| Klasa A                                                                         | WKS 42PP Białystok ŻKS Białystok Makabi Białystok Cresovia Grodno WKS 76PP Grodno Makabi Grodno | WKS 42PP Białystok ŻKS Białystok Makabi Białystok Cresovia Grodno WKS 76PP Grodno Makabi Grodno | WKS 42PP Białystok ŻKS Białystok Makabi Białystok Cresovia Grodno WKS 76PP Grodno Makabi Grodno | WKS 42PP Białystok ŻKS Białystok Makabi Białystok Cresovia Grodno WKS 76PP Grodno Makabi Grodno | WKS 42PP Białystok ŻKS Białystok Makabi Białystok Cresovia Grodno WKS 76PP Grodno Makabi Grodno | WKS 42PP Białystok ŻKS Białystok Makabi Białystok Cresovia Grodno WKS 76PP Grodno Makabi Grodno | WKS 42PP Białystok ŻKS Białystok Makabi Białystok Cresovia Grodno WKS 76PP Grodno Makabi Grodno | WKS 42PP Białystok ŻKS Białystok Makabi Białystok Cresovia Grodno WKS 76PP Grodno Makabi Grodno |
| Klasa B (Białostocka)                                                           | Klasa B (Grodzieńska)                                                                           | Klasa B (Łomża)                                                                                 | Klasa B (Suwałki)                                                                               | Klasa B (Sejny)                                                                                 | Klasa B (Grajewo)                                                                               | Klasa B (Kolno)                                                                                 | Klasa B (Białowieża)                                                                            |                                                                                                 |
| WKS 42PP II Białystok ŻKS II Białystok Makabi II Białystok PKS Sparta Białystok | Cresovia II Grodno WKS 76PP II Grodno Makabi II Grodno Kraft Grodno                             |                                                                                                 |                                                                                                 |                                                                                                 |                                                                                                 |                                                                                                 |                                                                                                 |                                                                                                 |
| Klasa C (Białostocka)                                                           | Klasa C (Grodzieńska)                                                                           | Klasa C (Łomża)                                                                                 | Klasa C (Suwałki)                                                                               | Klasa C (Sejny)                                                                                 | Klasa C (Grajewo)                                                                               | Klasa C (Kolno)                                                                                 | Klasa C (Białowieża)                                                                            |                                                                                                 |
| Sparta II Białystok Jutrznia Białaystok Strzelec Białystok                      | Jutrznia Grodno Pirmyn Grodno Kraft II Grodno                                                   |                                                                                                 |                                                                                                 |                                                                                                 |                                                                                                 |                                                                                                 |                                                                                                 |                                                                                                 |

Powyższy plan podziału na grupy został zmodyfikowany, np. białostocka Jutrznia wystąpiła w klasie B. Brakuje dokładnych danych, aby dokładnie określić podział na grupy i klasy. Z dostępnego materiału prasowego wynika, że były 4 grupy klasy B i klasy C.
| Centralne | I poziom ligowy   | Liga           | Liga            | Liga             | Liga            |
| Okręgowe  | II poziom ligowy  | Klasa A        | Klasa A         | Klasa A          | Klasa A         |
| Okręgowe  | III poziom ligowy | Klasa B (gr.I) | Klasa B (gr.II) | Klasa B (gr.III) | Klasa B (gr.IV) |
| Okręgowe  | IV poziom ligowy  | Klasa C (gr.I) | Klasa C (gr.II) | Klasa C (gr.III) | Klasa C (gr.IV) |

## Klasa A - II poziom rozgrywkowy
| Lp. | Drużyna                 | M  | Z | R | P | Bramki | Bramki | Różn. | Pkt. | Uwagi          |
| --- | ----------------------- | -- | - | - | - | ------ | ------ | ----- | ---- | -------------- |
| 1   | Cresovia Grodno (M) (B) | 10 | 8 | 1 | 1 | 32     | 15     | +17   | 17   | Baraże do Ligi |
| 2   | WKS 42 PP Białystok     | 10 | 8 | 1 | 1 | 25     | 12     | +13   | 17   |                |
| 3   | ŻKS Białystok           | 10 | 4 | 1 | 5 | 19     | 23     | -4    | 9    |                |
| 4   | Makabi Grodno           | 10 | 3 | 2 | 5 | 17     | 19     | -2    | 8    |                |
| 5   | WKS 76 PP Grodno        | 10 | 2 | 3 | 5 | 14     | 14     | 0     | 7    |                |
| 6   | Makabi Białystok        | 10 | 1 | 0 | 9 | 12     | 36     | -23   | 2    |                |

- Według regulaminu przy równej ilości punktów odbył się dodatkowy mecz o 1 miejsce.

Cresovia Grodno : WKS 42 PP Białystok 3:2.
- Od następnego sezonu klasę A powiększono do 8 zespołów. Z klasy B awansowały drużyny Jutrznia Białystok, Kraftu Grodno.
- Cresovia Grodno wystąpiła w eliminacjach do Ligi, niestety nie zakwalifikowała się kończąc rozgrywki w IV grupie na ostatnim 3 miejscu.
- W klasie B w dwóch grupach grało 14 zespołów, w klasie C w 4 grupach rywalizowało 26 zespołów.

## Klasa B - III poziom rozgrywkowy

### Grupa białostocka
| Lp.         | Drużyna                  | M | Z | R | P | Bramki | Bramki | Różn. | Pkt. | Uwagi          |
| ----------- | ------------------------ | - | - | - | - | ------ | ------ | ----- | ---- | -------------- |
| 1           | Jutrznia Białystok (B)   |   |   |   |   |        |        |       |      | Baraże do kl.A |
| 2           | WKS 42 P.P. II Białystok |   |   |   |   |        |        |       |      |                |
| ?           | Makabi II Białystok      |   |   |   |   |        |        |       |      |                |
| ?           | PKS Sparta Białystok     |   |   |   |   |        |        |       |      |                |
| ?           | ŻKS II Białystok         |   |   |   |   |        |        |       |      |                |
| [ 3 ] [ 4 ] |                          |   |   |   |   |        |        |       |      |                |

### Grupa grodzieńska
| Lp.                                          | Drużyna             | M | Z | R | P | Bramki | Bramki | Różn. | Pkt. | Uwagi          |
| -------------------------------------------- | ------------------- | - | - | - | - | ------ | ------ | ----- | ---- | -------------- |
| 1                                            | Kraft Grodno (B)    |   |   |   |   |        |        |       |      | Baraże do kl.A |
| ?                                            | Cresovia II Grodno  |   |   |   |   |        |        |       |      |                |
| ?                                            | WKS 76 PP II Grodno |   |   |   |   |        |        |       |      |                |
| ?                                            | Makabi II Grodno    |   |   |   |   |        |        |       |      |                |
| Tabele niekompletna, brak wyników 17 meczów. |                     |   |   |   |   |        |        |       |      |                |

- (?) - brak danych dotyczących zajmowanego miejsca.

### Grupa suwalska
| Lp.                                     | Drużyna              | M | Z | R | P | Bramki | Bramki | Różn. | Pkt. | Uwagi          |
| --------------------------------------- | -------------------- | - | - | - | - | ------ | ------ | ----- | ---- | -------------- |
| ?                                       | WKS 41PP Suwałki (B) |   |   |   |   |        |        |       |      | Baraże do kl.A |
| ?                                       | Makabi Suwałki       |   |   |   |   |        |        |       |      |                |
| ?                                       | (KKS Kolno)          |   |   |   |   |        |        |       |      |                |
| ?                                       | (Makabi Kolno)       |   |   |   |   |        |        |       |      |                |
| Nie ma pewności co do składu tej grupy. |                      |   |   |   |   |        |        |       |      |                |

### Grupa Łomżyńska
| Lp. | Drużyna        | M | Z | R | P | Bramki | Bramki | Różn. | Pkt. | Uwagi          |
| --- | -------------- | - | - | - | - | ------ | ------ | ----- | ---- | -------------- |
| ?   | ŁKS Łomża (B)  |   |   |   |   |        |        |       |      | Baraże do kl.A |
| ?   | Makabi Łomża   |   |   |   |   |        |        |       |      |                |
| ?   | WKS 33PP Łomża |   |   |   |   |        |        |       |      |                |
| ?   | ŻKS Łomża      |   |   |   |   |        |        |       |      |                |

### Faza finałowa - eliminacje do klasy A
Po powiększeniu klasy A do 8 zespołów, awansowały zespoły Jutrzni Białystok i Kraftu Grodno.
| Lp.                                                                   | Drużyna                | M | Z | R | P | Bramki | Bramki | Różn. | Pkt. | Uwagi         |
| --------------------------------------------------------------------- | ---------------------- | - | - | - | - | ------ | ------ | ----- | ---- | ------------- |
| 1                                                                     | Jutrznia Białystok (A) |   |   |   |   |        |        |       |      | Awans do kl.A |
| 2                                                                     | Kraft Grodno (A)       |   |   |   |   |        |        |       |      | Awans do kl.A |
| ?                                                                     | ŁKS Łomża              |   |   |   |   |        |        |       |      |               |
| ?                                                                     | WKS 41PP Suwałki       |   |   |   |   |        |        |       |      |               |
| ŁKS Łomża : Jutrznia Białystok 1:1 ŁKS Łomża : Jutrznia Białystok 5:1 |                        |   |   |   |   |        |        |       |      |               |

## Klasa C - IV poziom rozgrywkowy
- W klasie C w 4 grupach rywalizowało 26 zespołów.

### Grupa białostocka
| Lp.                                                           | Drużyna             | M | Z | R | P | Bramki | Bramki | Różn. | Pkt. | Uwagi |
| ------------------------------------------------------------- | ------------------- | - | - | - | - | ------ | ------ | ----- | ---- | ----- |
| ?                                                             | Sparta II Białystok |   |   |   |   |        |        |       |      |       |
| ?                                                             | Strzelec Białystok  |   |   |   |   |        |        |       |      |       |
| ?                                                             | b.d.                |   |   |   |   |        |        |       |      |       |
| ?                                                             | b.d.                |   |   |   |   |        |        |       |      |       |
| Nie ma pewności czy rozgrywki w tej grupie zostały rozegrane. |                     |   |   |   |   |        |        |       |      |       |

### Grupa grodzieńska
| Lp.                                                                         | Drużyna         | M | Z | R | P | Bramki | Bramki | Różn. | Pkt. | Uwagi |
| --------------------------------------------------------------------------- | --------------- | - | - | - | - | ------ | ------ | ----- | ---- | ----- |
| ?                                                                           | Jutrznia Grodno | 2 | 1 | 0 | 1 | 4      | 3      | +1    | 2    |       |
| ?                                                                           | Kraft II Grodno | 2 | 1 | 0 | 1 | 3      | 4      | -1    | 2    |       |
| ?                                                                           | Pirmyn Grodno   |   |   |   |   |        |        |       |      |       |
| Jutrznia Grodno : Kraft II Grodno 1:0 Kraft II Grodno : Jutrznia Grodno 3:2 |                 |   |   |   |   |        |        |       |      |       |

### Grupa suwalsko-sejneńska
| Lp. | Drużyna             | M | Z | R | P | Bramki | Bramki | Różn. | Pkt. | Uwagi |
| --- | ------------------- | - | - | - | - | ------ | ------ | ----- | ---- | ----- |
| ?   | Makabi Sejny        |   |   |   |   |        |        |       |      |       |
| ?   | Jutrzenka Suwałki   |   |   |   |   |        |        |       |      |       |
| ?   | Makabi II Suwałki   |   |   |   |   |        |        |       |      |       |
| ?   | WKS 41PP II Suwałki |   |   |   |   |        |        |       |      |       |

### Grupa grajewska
| Lp.                                     | Drużyna                | M | Z | R | P | Bramki | Bramki | Różn. | Pkt. | Uwagi |
| --------------------------------------- | ---------------------- | - | - | - | - | ------ | ------ | ----- | ---- | ----- |
| ?                                       | Gimnazjalny KS Grajewo |   |   |   |   |        |        |       |      |       |
| ?                                       | Grajewianka            |   |   |   |   |        |        |       |      |       |
| ?                                       | (KKS Kolno)            |   |   |   |   |        |        |       |      |       |
| ?                                       | (Makabi Kolno)         |   |   |   |   |        |        |       |      |       |
| Nie ma pewności co do składu tej grupy. |                        |   |   |   |   |        |        |       |      |       |

## Inne drużyny
Znane są wyniki innych drużyn z województwa:

- Przyszość Wołkowysk : SKS Wołkowysk 1:1
- SKS Wołkowysk : Przyszłość Wołkowysk 1:2